# Grammonus ater
La brótula negra (Grammonus ater) es una especie de pez marino actinopterigio.

## Morfología
Tiene una longitud máxima descrita es de 12 cm. Es una especie vivípara. Cuerpo similar al resto de su familia pero de un color oscuro. Como el resto de su familia G. ater es vivíparo y los huevos son guardados dentro de una masa gelatinosa.

## Distribución y hábitat
Es un pez marino subtropical asociado a arrecifes, a una profundidad poco profunda entre 5 y 30 metros Especie poco frecuente que se distribuye por el mar Mediterráneo, desde las islas Baleares hasta el mar Adriático. Se ha descrito su presencia en las islas Azores, pero aún no está verificado.
Habita en zonas rocosas poco profundas, probablemente un habitante profundo que emigra a las zonas costeras en agosto. De vida nocturna, se esconde en cuevas durante el día, lo que hace pensar que sea una especie más común de lo que se sugiere, al parecer su hábitat son estrictramente las cuevas donde vive escondido en la parte más interior.